# Vampires Suck
Vampires Suck (titulada Híncame el diente en España y Una loca película de vampiros en Hispanoamérica) es una película parodia del 2010 de vampiros, dirigida por Jason Friedberg y Aaron Seltzer. Sus protagonistas son Matt Lanter, Chris Riggi, Jenn Proske, Anneliese van der Pol, y Ken Jeong.

## Argumento
Una parodia de las películas basadas en los dos primeros libros de la saga Crepúsculo: el libro homónimo y Luna nueva. En esta película una adolescente, Rebecca, se encuentra dividida por dos chicos. Mientras ella y sus amigos luchan con una serie de dramas diferentes, todo viene a surgir en su baile de graduación. En la película, van mezclando distintos aspectos de esta saga donde se burlan de cada uno de ellos.
La película se caracteriza porque es para todo público, es decir que es PG libre, hace mención de los afamados vampiros que son, según el folclore de varios países, una criatura que se alimenta de la esencia vital de otros seres vivos (usualmente bajo la forma de sangre) para así mantenerse activo.

## Elenco
- Jenn Proske como Becca.
- Matt Lanter como Edward Sullen.
- Chris Riggi como Jacob White.
- Ken Jeong como Daro.
- Anneliese van der Pol como Jennifer.
- Arielle Kebbel como Rachel.
- Charlie Weber como Jack.
- Marcelle Baer.
- Wanetah Walmsley.
- Michelle Lang.
- Bradley Dodds.
- Parker Dash.
- Nedal Yousef.
- David DeLuise como el Pescador.

## Estreno
Vampires Suck fue estrenada el 18 de agosto de 2010 en Estados Unidos y Canadá, el 26 de agosto en Australia, el 1 de octubre en España y el 15 de octubre en Reino Unido.

### Recepción
El film recibió casi universalmente comentarios negativos de los críticos y una calificación de aprobación de 5% en Rotten Tomatoes, con el consenso diciendo: "Ingeniosamente amplia y completamente desprovista de risas, Vampires Suck representa un pequeño paso adelante para el equipo de Friedberg-Seltzer". En Metacritic, cálculo una puntuación media de 18 basado en 17 críticas, la peor calificación de un estreno mundial en 2010.
Vampires Suck recibió cuatro nominaciones de los Golden Raspberry Awards, incluyendo: Peor Película, Peor Director, Peor Guion y Peor Precuela, Remake, Rip-Off o Secuela.

## Parodias y menciones
- Crepúsculo: La base de la película.
- The Twilight Saga: New Moon: La base de la película.
- The Twilight Saga: Eclipse: Escena en la que Edward le propone matrimonio a Becca. (versión extendida)
- The Twilight Saga: Breaking Dawn: Cuando Becca y Jennifer van a verla al cine, y Jennifer cuenta el final.
- Lady Gaga: Cuando Edward le dice a su hermana que encontró una mujer igual de rara que él.
- The Vampire Diaries: Cuando inicia la película sale la frase: "Festival de San Salvatore", cuando Edward le dice que los vampiros están de moda y cuando están en clase de Biología y tienen que leer el libro.
- True Blood: Cuando los Zolturi se ponen "bronceador" y beben True Blood.
- Buffy the Vampire Slayer: Cuando Becca está en el bosque a punto de ser asesinada y ella al tratar de defenderse usa el spray de pimienta y este le cae en los ojos a Buffy.
- Vampire Weekend: Cuando Becca llega con su papá a Sporks City, hay un anuncio de una presentación de Vampire Weekend.
- High School Musical 3: Senior Year: La graduación y las capas rojas que hay al final.
- Tiger Woods: El padre de Becca le dice que su madre se fue con Tiger Woods.
- Facebook: Cuando Jennifer le muestra a Becca el perfil de Edward.
- Chris Brown: Becca dice que no saldrá con él.
- Jersey Shore: Cuando Becca pregunta por Edward a Jennifer y ésta se confunde creyendo que señala a los muchachos de Jersey Shore.
- Black Eyed Peas: Cuando el pescador confunde a los tres vampiros nómadas con los Black Eyed Peas.
- Gossip Girl: Mientras Becca piensa, interfiere un monólogo de la serie Gossip Girl.
- Kim Kardashian: Cuando el padre de Becca le dice a ésta que Kim Kardashian está en el pueblo.
- Come, reza, ama: En una escena Becca mira libros y en uno dice "Come, reza, chupa."
- Taylor Swift: Cuando Becca saca una guitarra mientras está en la motocicleta.
- Jonas Brothers: Cuando Becca supone como primera opción que Edward es un Jonas Brother, la segunda es que él es vampiro.
- Mujeres desesperadas: Edward le dice a Becca que los vampiros sólo se alimentan de humanos y esposas desesperadas.
- Alicia en el país de las maravillas: Cuando Edward le dice a Becca que es un asesino y éste le dispara a Alicia, la cual cae al agujero del conejo.
- Mi nombre es Khan: Cuando piensa sobre la información del estado.
- Paul Blart: Mall Cop: Cuando Edward y Becca escapan de casa, suben a un scooter.
- You Don't Mess with the Zohan: Cuando Jacob se rasca la oreja con el pie.
- American Idol: Cuando Becca dice que American Idol es mucho mejor con Ellen.
- Twitter: Cuando Becca le dice a Edward que ha leído el Twitter de Stephenie Meyer.
- Lindsay Lohan: Cuando Becca está sangrando de la nariz, dice que no debió haber pasado la noche con Lindsay Lohan .
- Destino final 3: Cuando Edward, por evitar que su padre y hermano ataquen a Becca, los lanza hacia unas cámaras de bronceado, quedando atrapados.
- El Exorcista: Cuando muerden a Becca, Edward se tarda y le dice "Hazlo y cállate" con la voz de la niña.
- iCarly, La Guerra de los Fans: Cuando Edward está a punto de exhibirse y una llega y dice que está guapísimo. Llega otra y le dice que no, Jacob es el mejor y comienzan a pelear.
- Hannah Montana: Cuando Becca habla dormida menciona que tiene que grabar episodios de Hannah Montana.
- Querido John: Cuando Jennifer le cuenta a Becca que su exnovio se fue a la guerra de Irak y le escribió una carta y se la comienza a relatar. Dice que tuvo muchas experiencias con él.
- Medidor de tristeza
  - iCarly: Cuando el padre de Becca va a su cuarto a medir el nivel de tristeza de su hija, ya que ésta grita desesperadamente por Edward, y el show de iCarly tiene el nivel más bajo de tristeza.
  - One Tree Hill: Aparecen en el medidor de tristeza.
  - 16 & Pregnant: Aparece en el medidor de tristeza.
  - The Secret Life of the American Teenager: Aparece en el medidor de tristeza y el padre de Becca dice que no hay nada peor que la vida secreta de los adolescentes americanos.
- Un chihuahua de Beverly Hills: Cuando Jacob se transforma, se convierte en un chihuahua.
- Glee: Cuando la manada va a salvar a Becca, comienzan a bailar, y cuando Becca llega a su nueva escuela le lanzan pinturas por la espalda.
- Shrek Forever After.[cita requerida]
- Cats & Dogs: The Revenge of Kitty Galore: Cuando Jacob se distrae y comienza a perseguir a un gato.
- StarStruck: Cuando Daro y Edward pelean en la graduación y comienza a sonar "Party Up".
- The Weather Girls: Cuando los lobos comienzan a bailar "It's Raining Men".
- The Fly: Cuando Edward está viendo la película mencionada en su casa, deprimido.
- George Clooney: Cuando Edward le dice a Becca que: "Sí, siempre seré sexy, saludable, un muchacho que se ve súper bien, buscando mucho tiempo libre y con dinero para viajar a todo el mundo. Es como si estuvieras con George Clooney."
- Ben & Jerry's: Cuando Edward está viendo la película comiendo un gran bote de helado de Ben & Jerry's.
- Cheetos: Cuando uno de los vampiros le pregunta al pescador ¿sabes lo que queremos?, él le da Cheetos.